# Lübecks voetbalkampioenschap 1912/13
In 1912/13 werd het vijfde Lübecks voetbalkampioenschap gespeeld, dat georganiseerd werd door de Noord-Duitse voetbalbond. Lübecker TS 1894 werd kampioen en plaatste zich voor de Noord-Duitse eindronde. De club verloor in de eerste ronde van Holstein Kiel.

## Eindstand
| Plaats | Club          | Wed. | W | G | V | Saldo | Ptn  |
| ------ | ------------- | ---- | - | - | - | ----- | ---- |
| 1.     | Lübecker TS   | 5    | 5 | 0 | 0 | 18:5  | 10:0 |
| 2.     | Urania Lübeck | 4    | 3 | 0 | 1 | 12:8  | 6:2  |
| 3.     | BC 03 Lübeck  | 6    | 2 | 0 | 4 | 12:9  | 4:8  |
| 3.     | SV 05 Lübeck  | 5    | 0 | 0 | 5 | 1:21  | 0:10 |

|  | Kampioen |